# Холмар Ейолфсон
Холмар Йорн Ейолфсон е исландски футболист, който играе като централен защитник за Валур и националния отбор на Исландия. Той е син на Ейолфур Сверисон, бивш национал и мениджър на Исландия.

## Клубна кариера
Роден на 6 август 1990 г. в Саударкрокур, Исландия. но първите си години прекарва в Германия, докато баща му играе за Щутгарт. Започва сериозно да се занимава с футбол на десет години в ХК. 
След като преминава през всички етапи на юношеската школа на клуба, Холмар прави своя дебют за първия отбор на 13 май 2007 г., като започва титуляр и изиграва пълни 90 мин.  В първия си сезон записва дванадесет срещи и помага на клуба си да се спаси от изпадане.
През следващия сезон се утвърждава в първия отбор и записва седем мача. Последната му изява за клуба е на 23 юни 2008 г.  Представянето на Холмар е забелязано от Байерн Мюнхен, където е поканен на проби. 

### Уест Хем Юнайтед
Подписва с Уест Хем Юнайтед на 6 юли 2008 г.  Макар да получава похвали за представянето си в предсезонната подготовка с Уест Хям,  Холмар не изиграва нито един мач за първия отбор, като изкарва по-голямата част от сезона с резервния тим, където успява и да отбележи един гол. 
На 1 октомври 2009 г. Холмар подписа под наем с Челтнъм Таун  където дебютира на 3 октомври 2009 г. в домакинското равенство 1 – 1 срещу Нотс Каунти  През ноември 2009 г. се завръща в Уест Хем, като междувременно записва четири мача за Челтнъм.  След завръщането си в Уест Хем Юнайтед, Холмар отново играе за резервите на клуба  като веднъж е и капитан на отбора. 
На 9 януари 2010 г. се присъединява към белгийския Роселаре под наем до края на сезона.  Прави дебюта си на 16 януари 2010 г., и изиграва 90 мин. в загубата с 2: 1 от Мехелен.  На 9 май 2010 г., асистира на Никита Рукавица за победа с 2: 1 над КВСК Юнайтед.  Изигра 16 мача за Роселаре, но не успя да попречи на изпадането на клуба в белгийската Втора дивизия.  Напусна Уест Хям през май 2011 г., като свободен агент, без да успее да вземе участие в официален мач за първия отбор. 

### ФК Бохум
Холмар подписва тригодишен договор с отбора от Втора Бундеслига, Бохум, на 27 юни 2011 г.  След като се присъединява към клуба, спортният директор Йенс Тод коментира своя трансфера: „Холмар е твърд отборен играч, който иска да се докаже в Германия, като баща си“. 
Въпреки това, седмици след присъединяването си към клуба, Холмар претърпя контузия, която го изважда от игра за два месеца.  След завръщането си през септември, Холмар прекарва останалата част от 2011 г. на резервната пейка и играе три пъти за резервния отбор. Едва на 4 декември 2011 г., прави своя дебют за Бохум, като резерва на Марсел Малтриц в победата с 6 – 0 над Erzgebirge Aue.  В мач срещу Hansa Rostock на 5 февруари 2012 г., Холмар създаде един от головете с 2: 1.  С напредването на сезон 2011 – 12, Холмар получава още няколко участия в първия тим  и макар да прекарваха по-голямата част от сезона на пейката, той завърши първия си сезон с единадесет участия във всички състезания.
През сезона 2012 – 2013 г. Холмар остава в първия отбор, макар да попада и три пъти в резервния.  В мача срещу Динамо Дрезден на 8 декември 2012 г., е изгонен с директен червен картон в 35-ата минута, при победа с 3: 0.  Два месеца по-късно, на 15 февруари 2013 г., се завръща от наказанието си срещу Мюнхен 1860, но отново е изгонен с директен червен картон в 17-ата минута, при победа 1: 0.  Скоро след това наказанието му е отменено , но въпреки това завършва втория си сезон в клуба с деветнадесет срещи във всички състезания.
В сезон 2013 – 14, Холмар не успява да си възвърне мястото в първия отбор и прекара по-голямата част от сезона на резервната пейка.  Въпреки това, той възстановява мястото си в първия отбор, поради кризата в отбрана и до края на септември играе седем пъти.  Въпреки че през по-голямата част от сезона на заместващата пейка, Холмар играеше роля в мач срещу Санкт Паули на 15 февруари 2014 г., когато вкара единствения гол в мача, в 1: 0 победа  и игра в последния мач от сезона, където той изигра целя мач, с 1: 0 над Карлсруе. С победата клуба печели промоция в Бундеслигата през следващия сезон.  В края на сезона 2013 – 14, Холмар записва деветнадесет мача и отбеляза веднъж във всички състезания. Холмар е освободен от клуба след престой от три години там. 

### Розенборг
На 11 август 2014 г. Холмар се присъединява към норвежкия гранд Розенборг, подписвайки едногодишен договор с клуба, с възможност за удължаване за две години.  Преди това се свързва с трансфер в шведския Хелзинборг, 
Холмар направи дебюта си за Розенберг на 24 август 2014 г., където влиза късна смяна за 2: 0 над Сарпсборг 08.  Първия си гол за клуба вкарва на 28 септември 2014 г., за победата с 3: 0 над Аалесунд.  Клубът завърши на второ място в края на сезона, а Холмар записва десет мача и отбеляза веднъж във всички състезания.
Преди сезона 2015 г. Холмар преподпивса тригодишен договор с клуба.  Въпреки проблемите с контузия в началото на сезона,  Холмар продължава да се утвърждава в първия отбор и изиграва 25 минути в първия мач за сезона срещу Аалесунд.  Две седмици по-късно, на 18 април 2015 г., той асистира за гола на Тобиас Миккелсен в равенството 1: 1 срещу Strømsgodset.  След като подава за два гола срещу Lillestrøm на 2 август 2015 г.,  той отбеляза първия си гол нз сезона, седем дни по-късно на 16 август 2015 г. срещу Валеренга.  След като помага на клуба да спечели лигата  и Норвежката футболна купа в първи си пълен сезон в клуба,  Холмар записва четирийсет и осем мача и отбеляза веднъж във всички състезания.
През сезон 2016 Холмар продължи да се утвърждава в първия отбор и в първите пет мача от сезона, макар да отсъства за един мач в началото на сезона.  След завръщането си отбелязва гол на 24 април 2016 г., за 4 – 0 над Викинг.  След като помогна на клуба да спечели лигата,  Холмар отбеляза втория си гол на сезона, с победа 2: 0 над Бодо / Глимт в последния мач от сезона и изиграва 90 мин. срещу Kongsvinger във финала на Норвежката футболна купа, която Розенберг спечели с 4: 0, за да спечели своя втори дубъл  Във втория си пълен сезон в клуба Холмар записва трийсет и пет срещи и отбеляза два пъти във всички състезания, а в края на сезона към него проявява интерес израелския Макаби Хайфа. 

### Макаби Хайфа
На 23 декември 2016 г. Холмар подписва договор за 4,5 години с отбора от израелската Висша лига, Макаби Хайфа 

### Левски София
На 1 септември 2017 г. е отдаден под наем за 4 години на българския клуб Левски София.  В края на сезона 2017 – 18 г. се премества за постоянно в Левски срещу трансферната сума от 500 000 евро. 

## Международна кариера
Попаднал на ниво U-16 и U-17, Холмар беше ключов играч на Европейското първенство на U-17 през 2007 г. и въпреки че Исландия не успя да премине отвъд груповата фаза, УЕФА е обявен за един от играчите на турнира, който гледаше в бъдеще.  Тези финали в Белгия също видяха, че той демонстрира своята гъвкавост, тъй като играеше в ролята на халфа, макар че предпочита да играе на гърба.
След като бе наречен от Исландия U21 за първи път на 6 ноември 2007 г.,  Hólmar дебютира U21 на 16 ноември 2007 г., а все още в U19-те години и е имал един миг въздействие, което помага на Исландия към първата си победа на квалификациите 2009 Европейско първенство кампания с победа 2 – 1 в Белгия.  Той беше в стартовия състав за следващите три мача. Въпреки че Исландия не успя да направи плейофите, той стана редовен стартер в отбора на U21 и бе избран за отбор на европейските шампиони до 21 години, където игра три пъти.  След като за пръв път на 6 октомври 2011 г. срещу капитана на U21, U21,  той отбеляза първия си международен гол на 9 октомври 2011 г. в квалификацията за Европейско първенство 2011, която Исландия спечели с 8 – 0 срещу Сан Марино.
Hólmar получи първия си призив към националния отбор на Исландия през май 2012 г. в приятелски срещу Швеция.  Малко след това той прави дебюта си на 30 май 2012 г., когато той замени Кари Арнасон в 83-тата минута, загуба 3: 2.  Четири години по-късно, Hólmar бе призован от националния отбор за отбора на Евро-2016, но вместо това беше на готовност. 
През май 2018 г. той е обявен за част от 23-мата избраници на Исландия за световното първенство в Русия.

### Международни участия
Статистиката е точна на мач, изигран 15 октомври 2018 г. 
| Исландия | Исландия | Исландия |
| година   | Мачове   | Голове   |
| -------- | -------- | -------- |
| 2012     | 1        | 0        |
| 2013     | 0        | 0        |
| 2014     | 1        | 0        |
| 2015     | 1        | 0        |
| 2016     | 2        | 0        |
| 2017     | 1        | 0        |
| 2018     | 6        | 1        |
| Общо     | 12       | 1        |

## Личен живот
През ноември 2015 г. Холмар става баща, когато партньорката му Йона ражда момиче. 

## Успехи
- Норвежка лига: 2015, 2016
- Купа на Норвегия: 2015, 2016